# 土屋李央
土屋李央（日语：／ Tsuchiya Rio，1997年8月19日—）是日本的女性聲優，神奈川縣出身。隸屬於大澤事務所。

## 经历
2016年參加聲劇和樂團「源氏物語 〜陽光之姬 夕闇之君〜」的公募甄選，和秋場悠里一同被選為「紫之上」的演員，就此舞台出道。
2019年加入大澤事務所，並為手機遊戲《CUE!》的遠見鳴配音。

## 人物
爱好是猫、游戏和吃。左撇子

## 演出作品
※粗體字為主要角色。

### 電視動畫
2019年
- 募戀英雄 PIECE OF TRUTH（女孩子）
- 神田川JET GIRLS（客人）

2020年
- 寶石商人理察的謎鑑定（女性店員）
- 輝夜姬想讓人告白？～天才們的戀愛頭腦戰～（女學生）
- 弩級戰隊HXEROS（女高中生）

2021年
- 暮蟬悲鳴時業（學生）
- SSSS.DYNAZENON（蘭卡、會社員）
- 卡片戰鬥!! 先導者 overDress（女子）
- 死神少爺與黑女僕（年輕女僕B）
- 藍色時期（女子）
- 白金終局（麻衣子）

2022年
- CUE!（遠見鳴）
- 夢夢貓 Mix！（1年級社員③）
- 白金終局（學生B）
- 擅長捉弄人的高木同學3（後輩女子）
- 朋友遊戲（學生）
- 女忍者椿的心事（芍藥[6]）
- 射擊覺醒！激鬥瓶蓋人DX（珮可）

2023年
- 不要欺負我，長瀞同學 2nd Attack（情侶女）
- 關於我在無意間被隔壁的天使變成廢柴這件事（女大學生）
- 異世界一擊殺姊姊 ～姊姊同伴的異世界生活開始了～（塔妮亞[7]）
- 和山田談場Lv999的戀愛（椿由香里[8]）
- 狩龍人拉格納（海賽拉、古蕾亞[9]）

2024年
- 我內心的糟糕念頭 第2期（香田妮可）
- 鹿乃子乃子乃子虎視眈眈（狸小路絹[10]）
- 【我推的孩子】 第2期（護士）
- 悲喜漁生（西森梢[11]）
- 魔王陛下RETRY！R（雪風）
- 偶像大師 閃耀色彩 2nd season（樋口圓香[12]）
- 魔王2099（女高中生B）
- 神明選拔 第2期

2025年
- 異修羅 第2期（阿妮）
- 妖怪學校的菜鳥老師！（三目妖怪）
- 秘密的偶像公主 環篇（五十嵐純音亞[13]）
- Silent Witch 沉默魔女的祕密（阿尼）

### OVA
2021年
- 弱角友崎同學（梨沙） - BD／DVD第4卷特典

### 劇場動畫
2023年
- 劇場版 鋼管公主!!（星北雛乃[14]）

### 網路動畫
2022年
- 鋼管公主!!（星北雛乃）

2023年
- 鋼彈創鬥元宇宙（閏月賽莉亞[15]）

### 遊戲
2019年
- CUE!（遠見鳴[16]）

2020年
- 偶像大師 閃耀色彩（樋口圓香[17]）
- 天華百劍 -斬- （久能山的真恒）

2021年
- 闪耀幻想曲（北澤岬[18]）
- 世界计划 缤纷舞台！ feat.初音未来 （ミオ）

 2022年 
- 白夜极光  （芙洛琳）
- 蔚藍檔案 （戒野美咲）

 2023年 
- 碧蓝航线 （古比雪夫）

### 舞台
- 聲劇和樂團 第5回公演「源氏物語 〜陽光之姬 夕闇之君〜」（2016年9月29日，サントリーホール ブルーローズ） - 飾演 若紫[5]
- 聲劇和樂團 第6回公演「鳥獸奇譚」（2017年7月29日、30日，澀谷區文化綜合中心大和田 傳承會館） - 飾演 「猿蟹合戰」小猴子[19][20]
- A×A製作 第9回公演「今夜在彗星之下」作：大泉貴（2017年11月18日、19日，PerformingGallery&Cafe 繪空箱）[21]
- A×A製作 Reading Live vol.10「Assertion of the Tokyo ward」（2018年3月17日、18日，空間租借+兔亭咖啡）[22]

### 廣播節目
- CUE!&A（2019年，文化放送、超!A&G+、A&G TRIBAL RADIO Edison內）以「Moon」成員身分演出
- A&G NEXT ICON 超!CUE!&A（2019年－，超!A&G+）週四主持人[23]

## 音樂CD

### 角色歌
| 發售日   | 商品名稱                                    | 演唱名義  | 歌曲                                   | 備註                              |
| 2019年   | 2019年                                      | 2019年    | 2019年                                 | 2019年                            |
| -------- | ------------------------------------------- | --------- | -------------------------------------- | --------------------------------- |
| 11月27日 | Forever Friends                             | AiRBLUE   | 「Forever Friends」                    | 遊戲《CUE!》片頭曲                |
| 11月27日 | Forever Friends                             | AiRBLUE   | 「」                                   | 遊戲《CUE!》相關歌曲              |
| 11月27日 | Forever Friends                             | Moon      | 「Forever Friends」                    | 遊戲《CUE!》相關歌曲              |
| 2020年   |                                             |           |                                        |                                   |
| 2月12日  | MiRAGE! MiRAGE!!                            | Moon      | 「MiRAGE! MiRAGE!!」 「」 「our song」 | 遊戲《CUE!》相關歌曲              |
| 3月25日  | beautiful tomorrow                          | AiRBLUE   | 「beautiful tomorrow」                 | 遊戲《CUE!》相關歌曲              |
| 3月25日  | beautiful tomorrow                          | Moon      | 「beautiful tomorrow」                 | 遊戲《CUE!》相關歌曲              |
| 4月8日   | THE IDOLM@STER SHINY COLORS GR@DATE WING 01 | 閃耀色彩  | 「」 「Dye the sky.」                  | 遊戲《偶像大師 閃耀色彩》相關歌曲 |
| 9月16日  | THE IDOLM@STER SHINY COLORS GR@DATE WING 07 | noctchill | 「」                                   | 遊戲《偶像大師 閃耀色彩》相關歌曲 |

### 组合成员
1. 1 2  六石陽菜（內山悠里菜）、鷹取舞花（稗田寧寧）、鹿野志穗（守屋亨香）、月居穗乃香（緒方佑奈）、天童悠希（鷹村彩花）、赤川千紗（宮原颯希）、惠庭愛理（飯塚麻結）、九條柚葉（村上真夏）、夜峰美晴（安齋由香里）、神室絢（松田彩希）、宮路真幌（山口愛）、日名倉莉子（鶴野有紗）、丸山利惠（立花日菜）、宇津木聰里（小峯愛未）、明神凜音（佐藤舞）、遠見鳴（土屋李央）
2. 1 2 3  丸山利惠（立花日菜）、宇津木聰里（小峯愛未）、明神凜音（佐藤舞）、遠見鳴（土屋李央）
3. ↑  櫻木真乃（關根瞳）、風野燈織（近藤玲奈）、八宮繚（峯田茉優）、月岡戀鐘（礒部花凜）、田中摩美美（菅沼千紗）、白瀨咲耶（八卷安奈）、三峰結華（成海瑠奈）、幽谷霧子（結名美月）、小宮果穗（河野日和）、園田智代子（白石晴香）、西城樹里（永井真里子）、杜野凜世（丸岡和佳奈）、有栖川夏葉（涼本秋穗）、大崎甘奈（黑木穗乃香）、大崎甜花（前川涼子）、桑山千雪（芝崎典子）、芹澤朝日（田中有紀）、黛冬優子（幸村惠理）、和泉愛依（北原沙彌香）、淺倉透（和久井優）、樋口圓香（土屋李央）、福丸小糸（田嶌紗蘭）、市川雛菜（岡咲美保）
4. ↑  淺倉透（和久井優）、樋口圓香（土屋李央）、福丸小糸（田嶌紗蘭）、市川雛菜（岡咲美保）

## 外部連結
- 事務所官方簡歷 （页面存档备份，存于）（日語）
- 土屋李央的X（前Twitter）（日語）（日語）
- 土屋李央的哔哩哔哩个人空间